# Харитонов, Александр Васильевич (кинооператор)
Александр Васильевич Харито́нов (1927—2001) — советский кинооператор. Заслуженный деятель искусств РСФСР (1974).

## Биография
Родился 16 августа 1927 года. В 1952 году окончил операторский факультет ВГИКа.
С 1955 года на «Мосфильме». С 1974 года преподавал во ВГИКе. Член КПСС с 1974 года. Умер в 2001 году.
Похоронен в Москве на Преображенском кладбище.

## Творчество
- 1954 — Золотые яблоки
- 1955 — Дорога
- 1956 — Сердце бьётся вновь...
- 1957 — Неповторимая весна
- 1957 — Девушка без адреса
- 1958 — Трудное счастье
- 1959 — Люди на мосту
- 1961 — А если это любовь?
- 1963 — Упрямая девчонка (короткометражный)
- 1963 — Конец и начало
- 1964 — Ко мне, Мухтар!
- 1966 — Я солдат, мама
- 1967 — Дом и хозяин
- 1969 — Пять дней отдыха
- 1971 — Путина
- 1973 — По собственному желанию
- 1974 — Фронт без флангов
- 1975 — Ау-у! (киноальманах)
- 1977 — Фронт за линией фронта
- 1981 — Фронт в тылу врага
- 1984 — Похищение

## Награды и премии
- заслуженный деятель искусств РСФСР (28.3.1974)
- Государственная премия РСФСР имени братьев Васильевых (1978) — за съёмки фильмов «Фронт без флангов» и «Фронт за линией фронта»